# Góc khối

Minh họa cho một đơn vị góc khối (steradian).

Góc khối là một khái niệm được sử dụng trong Toán học và Vật lý để nói tới các góc trong không gian ba chiều tương ứng giữa một vật thể với một điểm cho trước, nó tương tự với khái niệm góc sử dụng cho mặt phẳng hai chiều. Góc khối được sử dụng để ước lượng độ lớn của vật thể tính từ một điểm quan sát cho trước, ví dụ một vật thể nhỏ nhưng được đặt gần điểm quan sát vẫn có thể có góc khối lớn hơn một vật thể có kích thước lớn nhưng được đặt xa điểm quan sát. Góc khối thường được ký hiệu là Ω, đơn vị SI của nó là steradian (ký hiệu "sr").

## Cách tính

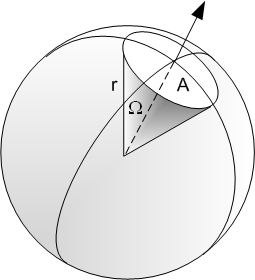
Góc khối tương ứng với một mặt nón xoay góc trong hệ tọa độ cầu

### Thông thường
Độ lớn của góc khối được xác định bằng tỷ lệ giữa diện tích S của hình chiếu vật thể lên một hình cầu có tâm là điểm quan sát với bình phương bán kính R của hình cầu đó:
{\displaystyle \Omega \,=\,{\frac {S}{R^{2}}}}
Nếu S = R² ta có {\displaystyle \Omega } = 1 steradian. Như vậy steradian là đơn vị không có thứ nguyên, tương tự với đơn vị radian của góc hai chiều. Góc khối của toàn bộ mặt cầu có độ lớn là 4π sr, góc khối của bán cầu có độ lớn là 2π sr. Góc khối còn có hai đơn vị không chính thức khác là độ vuông (deg²) và diện tích tỉ lệ (tỉ lệ của diện tích hình chiếu với diện tích toàn mặt cầu chiếu):
- deg² = (180/π)2.(sr)
- diện tích tỉ lệ = 1/4π.(sr)

### Hệ tọa độ cầu
Xét một hình cầu bán kính r, ta đi tính góc khối cho một đơn vị diện tích mặt dS của hình cầu có góc thiên đỉnh {\displaystyle \theta } và góc phương vị {\displaystyle \phi }. Có:
{\displaystyle dS=rd\theta \cdot r\sin \theta d\phi =r^{2}\cdot d\theta \sin \theta d\phi }
Vậy:
{\displaystyle d\Omega =\sin \theta d\phi \cdot d\theta }
Khi tích phân {\displaystyle d\Omega } theo biến {\displaystyle \theta '} và {\displaystyle \phi '}, ta thu được:
{\displaystyle \Omega =\int _{0}^{2\pi }d\phi '\int _{0}^{\alpha }\sin \theta '\ d\theta '\ =2\pi \int _{0}^{\alpha }\sin \theta '\ d\theta '=2\pi \left[-\cos \theta '\right]_{0}^{\alpha }\ =2\pi \left(1-\cos \alpha \right)}

## Ứng dụng
Góc khối được sử dụng để tính độ sáng và các đại lượng vật lý dẫn xuất của nó, thông thường khi đó góc khối được tính theo công thức của hệ tọa độ cầu vì nó liên quan tới vị trí tương đối giữa nguồn sáng điểm và vật thể được chiếu sáng.